# Hội chứng Guillain-Barré
Hội chứng Guillain-Barré (en:Guillain–Barré syndrome, viết tắt GBS) (phát âm tiếng Pháp: [ɡiˈlɛ̃ baˈʁe], tiếng Anh:  /ˈɡiːlænˈbɑːreɪ/)), đôi khi còn gọi là chứng liệt Landry hoặc hội chứng Guillain-Barré-Strohl, là một bệnh đa dây thần kinh cấp, một rối loạn ảnh hưởng đến hệ thần kinh ngoại biên. Triệu chứng điển hình nhất là bàn chân và bàn tay bắt đầu yếu và liệt dần, sau đó lan dần vào trong thân. Một số dạng triệu chứng khác có thể làm thay đổi cảm giác, hoặc gây đau, cũng như làm rối loạn hệ thần kinh tự chủ (rối loạn hệ thần kinh thực vật; dysautonomia). Nó có thể gây những biến chứng nguy hiểm đến tính mạng, đặc biệt trong trường hợp các cơ của hệ hô hấp hoặc hệ thần kinh tự chủ bị ảnh hưởng. Bệnh thường do một nhiễm trùng gây ra.
Việc chẩn đoán thường được thực hiện bởi các khảo sát dẫn truyền thần kinh và dịch não tủy. Nếu được điều trị kịp thời bằng truyền tĩnh mạch kháng thể miễn dịch liều cao (intravenous immunoglobulin - IVIG) hoặc lọc huyết tương (plasmapheresis), kết hợp với chăm sóc hỗ trợ, đa số sẽ được hồi phục hoàn toàn. Hội chứng Guillain-Barré rất hiếm gặp, khoảng 1-3 trường hợp trong 100.000 người mỗi năm, nhưng là nguyên nhân phổ biến nhất của tình trạng liệt cấp không liên quan đến chấn thương. Nam giới có khả năng mắc bệnh cao hơn phụ nữ 1,5 lần. Bệnh xảy ra ở mọi lứa tuổi. Hội chứng này được đặt theo tên của 2 thầy thuốc người Pháp Georges Guillain và Jean Alexandre Barré, những người đã mô tả nó vào năm 1916.